# Fanshawe-Palais

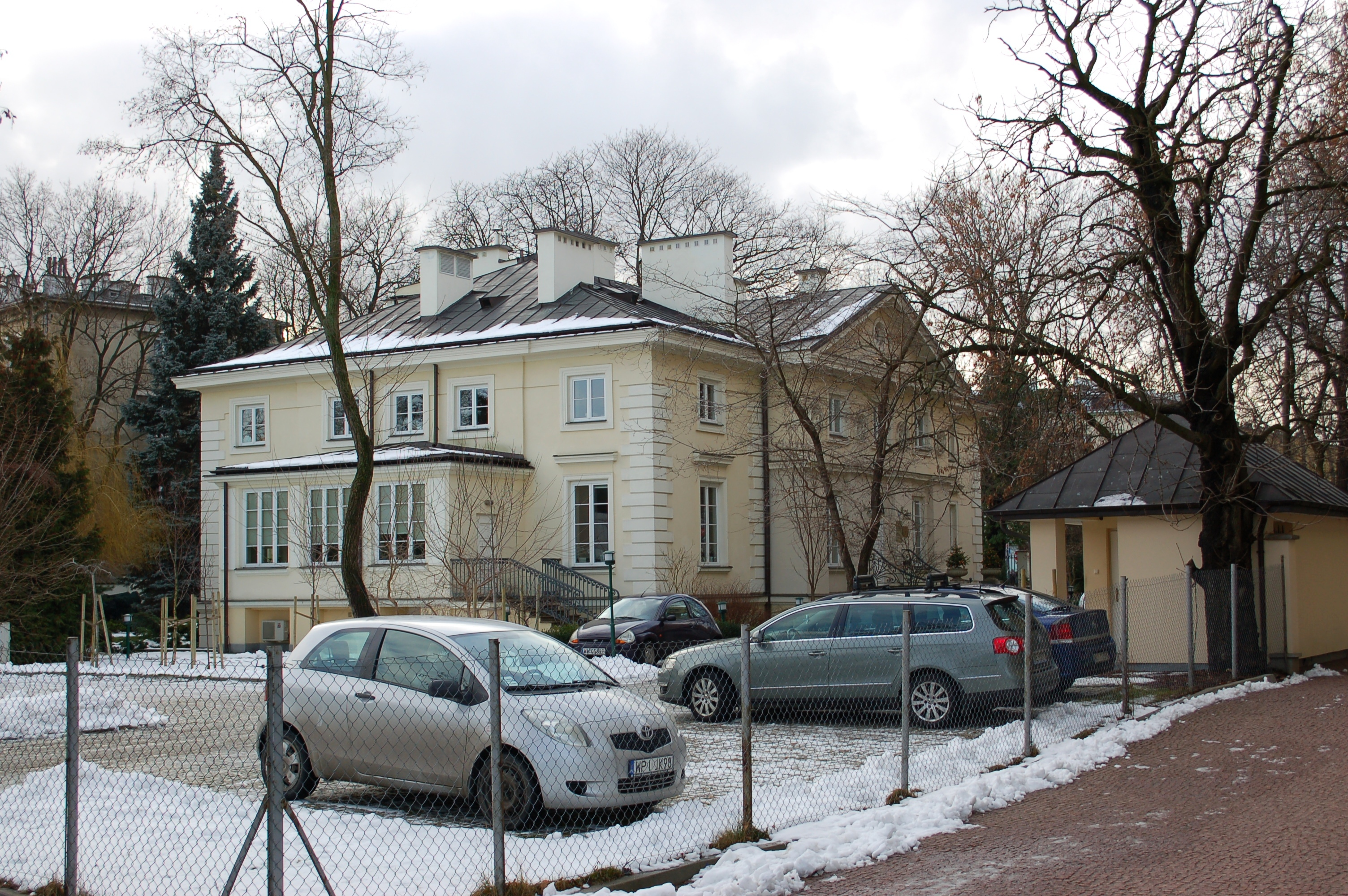
An der Ostseite befindet sich eine Art Wintergarten sowie ein heute als Parkplatz genutzter Teil des Grundstückes

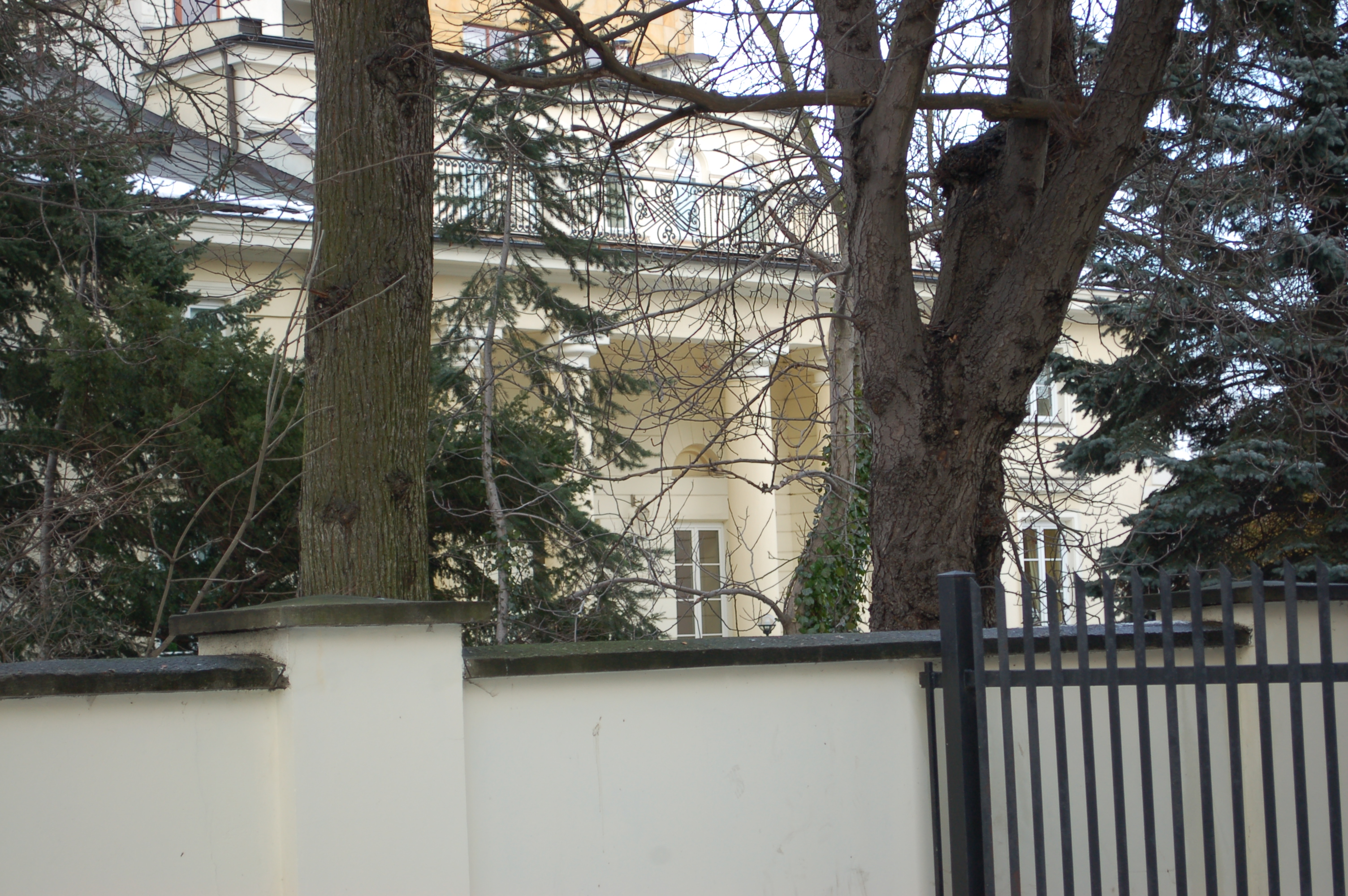
Der eingerückte Portikus an der Rückseite

Das Fanshawe-Palais (poln.: Pałac Fanshawów), auch Henryków-Palais (poln.: Pałac na Henrykowie, Pałac Henryków) befindet sich im Warschauer Stadtteil Mokotów an der Ulica Puławska 107a. Das klassizistische, denkmalgeschützte Gebäude stammt aus dem 19. Jahrhundert und dient heute als eleganter Sitz einer bekannten polnischen Kosmetikfirma.

## Geschichte
Zu Beginn des 19. Jahrhunderts erwarb der französische Einwanderer Henryk Bonnet in der Nähe des damaligen Dorfes Wierzbno ein Stück Land. Dort errichtete er ein Gutshaus, in dem er lebte. Die Gegend wurde nach ihm Henryków genannt und 1916 in den Warschauer Stadtteil Mokotów eingemeindet. Eine Tochter Bonnets, Louisa Bonnet de Belon (1802–1876) heiratete im Jahr 1824 den britischen Baron George Fanshawe (1789–1867), einen Kammerherrn und Offizier der in Kongresspolen stationierten russischen Armee. Das Gebäude ging in den 1830er Jahren an das Ehepaar über und unter Fanshawe wurde das Anwesen im Jahr 1850 zu einem kleinen Palast ausgebaut; als Architekt wird Henryk Marconi vermutet. Das zweigeschossige Gebäude steht auf einem rechteckigen Grundriss (ca. 20 × 15 Meter), verfügt an der Eingangsseite über einen breiten Mittelrisalit mit Dreiecksgiebel und an der Gartenfassade über einen viersäuligen, eingerückten Portikus, der einen Balkon trägt.
Um die Wende zum 20. Jahrhundert fiel das Palais im Rahmen einer Erbfolge an August Potocki, der hier selber allerdings nie wohnte, sondern den Palais weniger begüterten Verwandten als Wohnsitz zur Verfügung stellte. Nachdem Polen nach dem Ersten Weltkrieg seine Unabhängigkeit wiedererlangt hatte, befand sich im Palais zunächst ein Kinderkrankenhaus und später eine Unterkunft für polnische Offiziere. Während des Zweiten Weltkriegs fanden hier aus dem Osten geflohene Aristokraten Wohnraum. Im weiteren Kriegsverlauf wurden das Dach und das obere Stockwerk beschädigt. In den Jahren 1951 bis 1952 erfolgte der Wiederaufbau. Eine Generalsanierung wurde dann im Jahr 2001 durchgeführt. Heute wird das Palais von der Firma Dr Irena Eris genutzt.